# Екатерини Инглези
Екатерини (Катерина) Теодору Инглези (на гръцки: Αικατερίνη Θεοδώρου Ιγγλέζη) е гръцки политик от Коалицията на радикалната левица.

## Биография
Родена е в македонския град Йерисос в 1967 година. Израства и живее в родния си град. Завършва Факултета по лесовъдство и природна среда на Солунския университет. Работи 18 години като лесовъд в Горската служба на Арнеа. Активен деец на различни социални и екологични организации. Член е на Коалицията на радикалната левица от самото ѝ създаване в 2004 година. Избирана е за депутат от 2012 г.